# GTF3A
GTF3A (англ. General transcription factor IIIA) – білок, який кодується однойменним геном, розташованим у людей на короткому плечі 13-ї хромосоми. Довжина поліпептидного ланцюга білка становить 365 амінокислот, а молекулярна маса — 41 515.
| 10         |  | 20         |  | 30         |  | 40         |  | 50         |
| ---------- |  | ---------- |  | ---------- |  | ---------- |  | ---------- |
| MDPPAVVAES |  | VSSLTIADAF |  | IAAGESSAPT |  | PPRPALPRRF |  | ICSFPDCSAN |
| YSKAWKLDAH |  | LCKHTGERPF |  | VCDYEGCGKA |  | FIRDYHLSRH |  | ILTHTGEKPF |
| VCAANGCDQK |  | FNTKSNLKKH |  | FERKHENQQK |  | QYICSFEDCK |  | KTFKKHQQLK |
| IHQCQHTNEP |  | LFKCTQEGCG |  | KHFASPSKLK |  | RHAKAHEGYV |  | CQKGCSFVAK |
| TWTELLKHVR |  | ETHKEEILCE |  | VCRKTFKRKD |  | YLKQHMKTHA |  | PERDVCRCPR |
| EGCGRTYTTV |  | FNLQSHILSF |  | HEESRPFVCE |  | HAGCGKTFAM |  | KQSLTRHAVV |
| HDPDKKKMKL |  | KVKKSREKRS |  | LASHLSGYIP |  | PKRKQGQGLS |  | LCQNGESPNC |
| VEDKMLSTVA |  | VLTLG      |  |            |  |            |  |            |

A: Аланін

C: Цистеїн

D: Аспарагінова кислота

E: Глутамінова кислота

F: Фенілаланін

G: Гліцин

H: Гістидин

I: Ізолейцин

K: Лізин

L: Лейцин

M: Метіонін

N: Аспарагін

P: Пролін

Q: Глутамін

R: Аргінін

S: Серин

T: Треонін

V: Валін

W: Триптофан

Задіяний у таких біологічних процесах, як транскрипція, регуляція транскрипції, біогенез рибосом, альтернативний сплайсинг. 
Білок має сайт для зв'язування з іонами металів, іоном цинку, ДНК, РНК. 
Локалізований у ядрі.